# Hexisopus reticulatus
Hexisopus reticulatus är en spindeldjursart som beskrevs av William Frederick Purcell 1902. Hexisopus reticulatus ingår i släktet Hexisopus och familjen Hexisopodidae. Inga underarter finns listade i Catalogue of Life.